# Ruta dels Conqueridors
La Ruta dels Conqueridors o Ruta de los Conqueridores (en espanyol) és un dels reptes per etapes de ciclisme de muntanya més durs d'Amèrica del Sud, més concretament Costa Rica. Es duu a terme anualment entre els mesos d'octubre i novembre i travessa el territori nacional d'extrem a extrem. Travessant cinc serralades nacionals i aproximadament 400 km (250 milles) en altituds que van des del primer nivell de mar fins als cims de 3000 m. Els climes són variats i el terreny canvia constantment. Degut a això, s'ha qualificat la Ruta dels Conqueridors com un dels esdeveniments atlètics més durs del planeta. El seu nom és un homenatge als conqueridores espanyols que, encapçalats per Juan de Cavallón y Arboleda, varen explorar el territori costa-riqueny entre 1520 y 1575.
L'any 1963 el triatleta i aventurer costa-rinqueny Román Urbina va estudiar la ruta que varen seguir els conqueridors espanyols en el segle xvi durant la seva arribada al país. Aquests trigaren més de 20 anys a completar el seu recorregut: Urbina, junt amb altres 17 atletes i bicicletes de muntanya, ho van fer en tres dies.
Des de platja Jaco, a les ribes de l'oceà Pacífic, fins a platja Bonica, a les aigües del Carib, els ciclistes (alguns professionals i inclús olímpics, altres simplement aficionats) recorren Costa Rica, amb la seva riquesa en quant a variada flora i fauna i atravessen fins a set dels microclimes del planeta fins a arribar a la meta.

## Recorregut
La primera etapa, nomenada en honor de Juan de Cavallón, recorre aproximadament 110 km sobre tot tipus de terrenys (fang, muntanya, roques, asfalt...) i té un desnivell acumulat d'uns 3400 metres. En aquesta etapa, els ciclistes s'exposen a tota mena de climes: més càlids en les zones inferiors i molt més freds als cims de les serralades.
La segona etapa, la de Perafán de Ribera, és molt més curta (al voltant de 90 km) però alhora bastant més dura. Els ciclistes han d'ascendir per dos volcans actius (aquest últim any es va haver de prendre una ruta alternativa pel perill que aquest fenomen geològic actiu podia suposar) amb una climatologia que inclou vent, pluja i perill d'hipotèrmia. En certes zones d'ascens d'aquesta etapa, els i les ciclistes es veuen obligats a remuntar les seves bicicletes a peu degut a les empinades pujades de la serralada.
La tercera i última etapa, la de Cristòfor Colom, obliga als participants a recórrer una xifra al voltant dels 120 km abans d'arribar a la meta. El clima humit tropical acompanya als i les ciclistes durant aquesta etapa. L'etapa de Colom es caracteritza per trobar-se plena d'ascensos i perillosa de baixades, per desembocar a la platja Bonica, on els espera la meta i les aigües del Carib.

## Guanyadors
| Año  | Ganador             | País | Competidores |
| ---- | ------------------- | ---- | ------------ |
| 1993 | David Fonseca       | CRC  | 17           |
| 1994 | Rodrigo Montoya     | CRC  | 30           |
| 1995 | Rodrigo Montoya     | CRC  | 40           |
| 1996 | Jaime Rodríguez     | CRC  | 50           |
| 1997 | Federico Ramírez    | CRC  | 123          |
| 1998 | Federico Ramírez    | CRC  | 170          |
| 1999 | Edgar Zumbado       | CRC  | 180          |
| 2000 | Edgar Zumbado       | CRC  | 201          |
| 2001 | José Adrián Bonilla | CRC  | 275          |
| 2002 | Federico Ramírez    | CRC  | 400          |
| 2003 | Marvin Campos       | CRC  | 300          |
| 2004 | Paolo Montoya       | CRC  | 300          |
| 2005 | Tomas Frischknect   | SUI  | 500          |
| 2006 | Leonardo Páez       | COL  | 600          |
| 2007 | Federico Ramírez    | CRC  | 400          |
| 2008 | Federico Ramírez    | CRC  | 250          |
| 2009 | Manuel Prado        | CRC  | 220          |
| 2010 | Benjamin Sonntag    | GER  | 200          |
| 2011 | Todd Wells          | USA  | 250          |
| 2012 | Paolo Montoya       | CRC  | 500          |
| 2013 | Marconi Durán       | CRC  | 500          |
| 2014 | Luis Leao Pinto     | POR  | 500          |
| 2015 | Luis Mejía          | COL  | 600          |
| 2016 | Luis Mejía          | COL  | 600          |
| 2017 | Josep Betalú        | ESP  | 551          |
| 2018 | Josep Betalú        | ESP  | 400          |
| 2019 | Josep Betalú        | ESP  |              |